# Valdemar Bie
Valdemar Bie (født 14. februar 1872 i Hobro, død 2. januar 1939 i København) var en dansk læge, bror til Jacob Anker og Viggo Bie.
Han var søn af brygger og justitsråd Hans Jacob Bie og Petrea f. Trane, blev student fra Aalborg Katedralskole 1889 og tog medicinsk eksamen 1896. 1897-1901 var han ansat ved Finsens medicinske Lysinstitut og blev dr.med. 1903 på afhandlingen Om Lysets Virkninger paa Bakterier. Han blev reservelæge ved Blegdamshospitalet 1903, ved Frederiks Hospital 1907 og var fra 1911 leder af Rigshospitalets medicinske Poliklinik.
1915 blev han overlæge ved Blegdamshospitalet og docent ved Københavns Universitet, 1916 blev han fungerende professor. 1911-1922 og igen fra 1924 var han redaktør af Ugeskrift for Læger og 1918-20 formand for Københavns Lægeforening. Han var Ridder af Dannebrog.